# Babylon Circus
Babylon Circus je desetičlenná ska a reggae skupina založená v roce 1995 ve francouzském Lyonu. Do roku 2021 vydala sedm alb a dvě EP. V Evropě mají za sebou přes 600 vystoupení, hráli také v Sýrii a Austrálii.
Skupina začala stylem ska, který brzy přenesla do svérázné podoby s vlivy punku, rocku, swingu a jazzu. Její členové zpívají francouzsky i anglicky, někdy použijí oba jazyky ve stejné písni. Jejich třetí album Dances of Resistance z roku 2003 je silně protiválečné.

## Diskografie

### EP
- 1996: Demo #1
- 1999: Tout va bien

### Studiová alba
- 1997: Musika
- 2001: Au marché des illusions
- 2004: Dances of Resistance (Yelen Musiques/Sony Entertainment France, Rough Trade)
- 2009: La belle étoile
- 2013: Never Stop
- 2020: State of Emergency
- 2021: Monster

## Složení
- Biloul – zpěv
- Basile – basová kytara
- Olivier – klávesy, doprovodný zpěv
- Jo – kytara, doprovodný zpěv
- David – zpěv, kytara
- Laurent – trubka, křídlovka, doprovodný zpěv
- Vincent – saxofon, tympány, klarinet
- Rimbaud – saxofon, klarinet, akordeon, flétna
- Clemsent – trombón, tuba, flašinet
- Dade – bicí